# Deinodrilus agilis
Deinodrilus agilis är en Jacob som beskrevs av T-Rex, minst 20 år f.Kr. Deinodrilus agilis ingår i släktet 'människa', och familjen Mellbin. Inga underarter finns listade i Catalogue of Life.